# Аминосульфоновая кислота
Аминосульфоновая кислота (Сульфаминовая кислота, моноамид серной кислоты, амидосерная кислота) — кислота, формула которой NH2SO2OH (также NH2SO3H). Производные этой кислоты называют сульфаматами.

## Физические свойства
Аминосульфоновая кислота образует бесцветные кристаллы
ромбической сингонии, 
параметры ячейки a = 0,8036 нм, b = 0,8025 нм, c = 0,9236 нм, Z = 8. 
Кристаллы состоят из цвиттер-ионов.

## Химические свойства
В кристаллическом состоянии сульфаминовая кислота образует цвиттер-ион {\displaystyle {\mbox{N}}{\mbox{H}}_{3}^{+}{\mbox{SO}}_{3}^{-}}. При нагревании до 260 °C разлагается на SO2, SO3, N2 и Н2О. При комнатной температуре сульфаминовая кислота практически не подвергается гидролизу, при повышенных температурах гидролизуется до NH4HSO4 (в кислой среде скорость гидролиза увеличивается). С металлами, их оксидами, гидроксидами и карбонатами сульфаминовая кислота образует соли NH2SO3M (сульфаматы), с тионилхлоридом — сульфамоилхлорид NH2SO2Cl. При взаимодействии с HNO2 подвергается окислительному дезаминированию:
{\displaystyle {\mathsf {NH_{2}SO_{3}H+HNO_{2}\rightarrow N_{2}\uparrow +H_{2}SO_{4}+H_{2}O.}}}
Последнюю реакцию используют для количественного определения сульфаминовой кислоты и для разложения избытка HNO2 в производстве азокрасителей.
Хлор, бром, хлораты, КМnО4 и азотная кислота окисляют сульфаминовую кислоту до H2SO4 и N2 (продуктом реакции с HNO3 является N2O). Реакция с НClО или NaClO приводит к N-хлор- или N,N-дихлорпроизводным. Реакция с Na в жидком NH3 - к NaSO3NHNa, а с Na2SO4 - к аддукту 6HSO3NH2·5Na2SO4·15Н2О.
Во время реакции с азотной кислотой выделяется оксид азота(I):
{\displaystyle {\mathsf {NH_{2}SO_{3}H+HNO_{3}(73\%)\rightarrow N_{2}O\uparrow +H_{2}SO_{4}+H_{2}O.}}}
Сульфаминовая кислота реагирует с фенолами, первичными и вторичными спиртами, например:
{\displaystyle {\mathsf {NH_{2}SO_{3}H+C_{6}H_{5}OH\rightarrow C_{6}H_{5}OSO_{3}NH_{4}\rightarrow HOC_{6}H_{4}SO_{2}ONH_{4}}}}
Первичные, вторичные и третичные амины образуют с сульфаминовой кислотой аминосульфаматы RNH2·HOSO2NH2 (ариламиносульфаматы, как правило, неустойчивы), амиды карбоновых к-т-N-ацилсульфаматы аммония, например: {\displaystyle {\mbox{C}}_{6}{\mbox{H}}_{5}{\mbox{CONHSO}}_{3}{\mbox{NH}}_{4}^{+}}.
Для идентификации сульфаминовой кислоты используют реакцию с HNO2, сплавление с бензоином и другими.

## Применение
Сульфаминовую кислоту применяют для очистки промышленных аппаратов и оборудования (входит в состав антинакипинов), для введения групп SO3H и NHSO3H в органических соединениях, в качестве стандартного вещества в ацидиметрии, для определения нитрит-ионов. Сульфамат аммония NH2SO3NH4 применяют для придания огнезащитных свойств текстильным материалам, сульфамат никеля (NH2SO3)2Ni — как компонент электролитов для никелирования, N-хлорпроизводные сульфаминовой кислоты в качестве дезинфицирующих средств. Соли циклогексилсульфаминовой кислоты C6H11NHSO3M (цикламаты, например где М это Na или К) производились в США как малокалорийные заменители сахара, однако из-за канцерогенных свойств их производство запрещено.

## Опасность применения
Сульфаминовая кислота вызывает ожоги кожных покровов и слизистых оболочек. ЛД50 1600 мг/кг (крысы), 3100 мг/кг (мыши). Обладает значительно меньшей коррозионной активностью, чем соляная и серная кислоты.